# Armada Popular de Vietnam
La Armada Popular de Vietnam (en idioma vietnamita: Hải quân nhân dân Việt Nam) es la fuerza naval de las Fuerzas Armadas de la Vietnam. La Armada popular fue fundada en 1955, su comandante en jefe actual es el almirante Nguyễn Văn Hiến.
La armada norvietnamita tuvo un rol relativamente secundario durante las guerras de Indochina y Vietnam. La armada popular vietnamita es ante todo una fuerza fluvial y costera, encargada principalmente de defender las aguas territoriales, costas, islas, islotes y zonas de pesca vietnamitas, además coordina la policía marítima, así como las tropas fronterizas y de aduanas. Sus efectivos suman unos 45.000 hombres de distintos rangos y su cuartel general está en Hai Phong.

## Historia
Fundada en 1955, la Armada Popular de Vietnam fue protagonista en 1964 del Incidente del Golfo de Tonkin en las aguas al norte de Vietnam.
Durante la guerra de Vietnam, la armada suministraba con material al personal de la Ruta Ho Chi Minh. Casi al final de la guerra, tuvo lugar la Batalla de Truong Sa, donde los navíos de la Armada Popular de Vietnam ayudaron a desalojar a los ocupantes de Vietnam del Sur en abril de 1975. Con esta batalla, Vietnam del Norte obtenía el control sobre las Islas Spratly.La Armada Popular de Vietnam participó asimismo en la guerra camboyano-vietnamita.

## Buques

### Submarinos
| Submarinos | Submarinos | Submarinos | Submarinos | Submarinos | Submarinos                                                       |
| Imagen     | Clase      | Origen     | Tipo       | Cantidad   | Nombres                                                          |
| ---------- | ---------- | ---------- | ---------- | ---------- | ---------------------------------------------------------------- |
|            | Kilo class | Rusia      | Submarino  | 5          | Hà Nội Hồ Chí Minh City Hải PhòngKhánh HoàĐà NẵngBà Riạ-Vũng Tàu |

### Fragatas
| Fragatas | Fragatas     | Fragatas | Fragatas | Fragatas | Fragatas                      |
| Imagen   | Clase        | Origen   | Tipo     | Cantidad | Nombres                       |
| -------- | ------------ | -------- | -------- | -------- | ----------------------------- |
|          | Gepard class | Rusia    | Fragata  | 2        | Đinh Tiên HoàngLý Thái Tổ     |
|          | Petya class  | Rusia    | Fragata  | 5        | HQ-09 HQ-11 HQ-13 HQ-15 HQ-17 |

### Corbetas
| Corbetas | Corbetas            | Corbetas | Corbetas | Corbetas | Corbetas                                  |
| Imagen   | Clase               | Origen   | Tipo     | Cantidad | Nombres                                   |
| -------- | ------------------- | -------- | -------- | -------- | ----------------------------------------- |
|          | Tarantul-I class    | Rusia    | Corbeta  | 4        | HQ-371 HQ-372 HQ-373 HQ-374               |
|          | Molniya class       | Rusia    | Corbeta  | 6        | HQ-375 HQ-376 HQ-377 HQ-378 HQ-379 HQ-380 |
|          | Pauk-class corvette | Rusia    | Corbeta  | 1        | HQ-381                                    |

### Patrulleras
| Patrulleras | Patrulleras    | Patrulleras | Patrulleras | Patrulleras | Patrulleras                                             |
| Imagen      | Clase          | Origen      | Tipo        | Cantidad    | Nombres                                                 |
| ----------- | -------------- | ----------- | ----------- | ----------- | ------------------------------------------------------- |
|             | Osa class      | Rusia       | Patrullera  | 8           | HQ-354 HQ-355 HQ-356 HQ-357 HQ-358 HQ-359 HQ-360 HQ-361 |
|             | Svetlyak class | Rusia       | Patrullera  | 6           | HQ-261 HQ-263 HQ-264 HQ-265 HQ-266 HQ-267               |
|             | Turya class    | Rusia       | Patrullera  | 5           | HQ-331 HQ-332 HQ-333 HQ-334 HQ-335                      |
|             | TT-400TP class | Vietnam     | Patrullera  | 4           | HQ-272 HQ-273 HQ-274 HQ-275                             |

### Dragaminas
| Dragaminas | Dragaminas     | Dragaminas | Dragaminas | Dragaminas | Dragaminas                  | Dragaminas |
| Imagen     | Clase          | Origen     | Tipo       | Cantidad   | Nombres                     |            |
| ---------- | -------------- | ---------- | ---------- | ---------- | --------------------------- | ---------- |
|            | Sonya class    | Rusia      | Dragaminas | 4          | HQ-861 HQ-862 HQ-863 HQ-864 |            |
|            | Yurka class    | Rusia      | Dragaminas | 2          | HQ-851 HQ-852               |            |
|            | Yevgenya class | Rusia      | Dragaminas | 2          |                             |            |

### Buques de asalto anfibio
| Buques de asalto anfibio | Buques de asalto anfibio | Buques de asalto anfibio  | Buques de asalto anfibio | Buques de asalto anfibio | Buques de asalto anfibio | Buques de asalto anfibio |
| Imagen                   | Clase                    | Origen                    | Tipo                     | Cantidad                 | Nombres                  |                          |
| ------------------------ | ------------------------ | ------------------------- | ------------------------ | ------------------------ | ------------------------ | ------------------------ |
|                          | LST-542 class            | Bandera de Estados Unidos | Buque de asalto anfibio  | 1                        | HQ-501 Trần Khánh Dư     |                          |
|                          | Polnochny class          | Rusia                     | Buque de asalto anfibio  | 3                        | HQ-511 HQ-512 HQ-513     |                          |
|                          | HQ-521 class             | Vietnam                   | Buque de asalto anfibio  | 1                        | HQ-521                   |                          |

### Buques de transporte
| Buques de transporte | Buques de transporte | Buques de transporte | Buques de transporte | Buques de transporte | Buques de transporte                                                                       | Buques de transporte |
| Imagen               | Clase                | Origen               | Tipo                 | Cantidad             | Nombres                                                                                    |                      |
| -------------------- | -------------------- | -------------------- | -------------------- | -------------------- | ------------------------------------------------------------------------------------------ | -------------------- |
|                      | HQ-996 class         | Vietnam              | Buque mercante       | 1                    | HQ-996                                                                                     |                      |
|                      | Trường Sa class      | Vietnam              | Buque mercante       | 7                    | Trường Sa 04 Trường Sa 08 Trường Sa 14 Trường Sa 19 Trường Sa 20 Trường Sa 21 Trường Sa 22 |                      |

### Buques hospital
| Barco hospital | Barco hospital | Barco hospital | Barco hospital | Barco hospital | Barco hospital                   | Barco hospital |
| Imagen         | Clase          | Origen         | Tipo           | Cantidad       | Nombres                          |                |
| -------------- | -------------- | -------------- | -------------- | -------------- | -------------------------------- | -------------- |
|                | K-122 class    | Vietnam        | Barco hospital | 2              | HQ-571 Trường SaHQ-561 Khánh Hòa |                |

### Buque de investigación
| Buque de investigación | Buque de investigación | Buque de investigación | Buque de investigación | Buque de investigación | Buque de investigación | Buque de investigación |
| Imagen                 | Clase                  | Origen                 | Tipo                   | Cantidad               | Nombres                |                        |
| ---------------------- | ---------------------- | ---------------------- | ---------------------- | ---------------------- | ---------------------- | ---------------------- |
|                        | HSV-6613 class         | Vietnam                | Buque de investigación | 1                      | HQ-888 Trần Đại Nghĩa  |                        |

### Embarcación de vela
| Embarcación de vela | Embarcación de vela | Embarcación de vela | Embarcación de vela | Embarcación de vela | Embarcación de vela | Embarcación de vela |
| Imagen              | Clase               | Origen              | Tipo                | Cantidad            | Nombres             |                     |
| ------------------- | ------------------- | ------------------- | ------------------- | ------------------- | ------------------- | ------------------- |
|                     |                     | Polonia             | Embarcación de vela | 1                   | HQ-Lê Quý Đôn       |                     |

### Aviación naval
|  | DHC-6 Twin Otter            | Canadá  | Avión de patrulla marítima | 6 |
|  | Kamov Ka-28                 | Rusia   | Guerra antisubmarina       | 8 |
|  | Eurocopter EC225 Super Puma | Francia | Guerra antisubmarina       | 2 |
|  | Eurocopter Dauphin          | Francia | Guerra antisubmarina       | 6 |

### Misiles
| Misiles antibuque, misiles de crucero y misiles de defensa costera | Misiles antibuque, misiles de crucero y misiles de defensa costera | Misiles antibuque, misiles de crucero y misiles de defensa costera | Misiles antibuque, misiles de crucero y misiles de defensa costera | Misiles antibuque, misiles de crucero y misiles de defensa costera | Misiles antibuque, misiles de crucero y misiles de defensa costera | Misiles antibuque, misiles de crucero y misiles de defensa costera | Misiles antibuque, misiles de crucero y misiles de defensa costera   |
| Imagen                                                             | Misil                                                              | Origen                                                             | Tipo                                                               | Fabricante                                                         | Cantidad                                                           | En servicio                                                        | Notas                                                                |
| ------------------------------------------------------------------ | ------------------------------------------------------------------ | ------------------------------------------------------------------ | ------------------------------------------------------------------ | ------------------------------------------------------------------ | ------------------------------------------------------------------ | ------------------------------------------------------------------ | -------------------------------------------------------------------- |
|                                                                    | P-800 Ónix                                                         | Rusia                                                              | Misil antibuque, Misil de crucero y misil de defensa costera       | NPO Mashinostroyenia                                               | 10 lanzadores/ 40 misiles                                          | 2 sistemas en activo.                                              | finished negotiation, technological transferring has already started |
|                                                                    | SS-N-3 Shaddock                                                    | Rusia                                                              | Misil antibuque, misil de crucero y misil de defensa costera       | NPO Mashinostroyenia                                               |                                                                    | Active duty                                                        | Already self-produced by Vietnam                                     |
|                                                                    | P-15 Termit                                                        | Rusia                                                              | Misil antibuque, misil de crucero y misil de defensa costera       | MKB Raduga                                                         | 20                                                                 | active duty/equipped in Tarantul class ships                       | Replacing by Kh-35                                                   |
|                                                                    | Kh-35 Uran-E                                                       | Rusia                                                              | Misil antibuque, misil de crucero y misil de defensa costera       | Tactical Missiles Corporation                                      | 103 misiles 300 more on order                                      | active duty/equipped in Molniya and Gepard class ships             | already self-produced by Vietnam                                     |
|                                                                    | 3M-54E1                                                            | Rusia                                                              | Misil antibuque, misil de crucero y misil de defensa costera       | NPO Novator                                                        | 10 misiles (2012) 40 on order                                      | Lo utilizan los submarinos de la clase Kilo.                       |                                                                      |